# Patricia Crowther
Patricia Crowther, de nacimiento Patricia Dawson, nació el 27 de octubre de 1927, en Sheffield, Inglaterra. Patricia es una de las figuras más reconocidas de la Wicca, y una de las últimas Sumas Sacerdotisas iniciadas por Gerald Gardner. Luego de su iniciación en 1960, Patricia Crowther ha trabajado intensamente en la promoción de la Vieja Religión a través de entrevistas en los medios, conferencias y libros. Ha sido una de las herederas de los muchos grimorios de Gerald Gardner. Los ha estudiado intensamente sacando importantes datos y simbología ancestral, mucha de la que se perdió por la persecución de las brujas de los siglos XVII y XVIII. Uno de sus libros La tapa del caldero, revela la simbología de los Sabbats, denominando estos símbolos como el grupo de Runas Brujas o Wiccanas. Mal llamadas en España como runas gitanas.

## Vida
La familia de Patricia vivía al lado de una quiromántica llamada "Madame Melba", ésta predijo que Patricia se convertiría en una gran clarividente y seguiría los pasos de su bisabuela quien fue clarividente y herborista. Desde que era una niña, Patricia se identificaba con el Arte y las hadas. Participaba en fiestas y dramas escolares disfrazada de hada. Patricia se interesó en la actuación, el canto y el baile. Luego de terminar la escuela tomó una carrera en cabaret y viajó por todo el Reino Unido, bailando, cantando y actuando.
Cuando Patricia contaba con casi treinta años fue a ver un hipnotista quien supuestamente le regresó a vidas pasadas. En una de esas vidas Patricia fue una anciana bruja de sesenta y seis años llamada "Polly", para el año 1670. Vivía en una pequeña cabaña con un gato, una rana, una cabra y una gallina. Durante la regresión, "Polly" recitó un número de hechizos en rima con instrucciones de cómo usarlos. En ese tiempo Patricia no tenía conocimientos de tales hechizos, los cuales los expertos más tarde determinaron ser reales. Luego de esa experiencia Patricia tuvo un número de visiones clarividentes de sus otras vidas, en una de las cuales ella fue una Sacerdotisa de la Diosa. 
En 1956, Patrcia conoció a su futuro esposo, Arnold Crowther, en un viaje a la Isla of Wight. Éste descubrió su interés por la brujería y se la presentó a su amigo personal, Gerald Gardner. Después de varias entrevistas con Gardner, éste la inició en la Wicca el 6 de junio de 1960. La ceremonia tuvo lugar en la Isla de Man, durante el rito de iniciación, Patricia tuvo una profunda y poderosa experiencia de trance. Ella se vio a sí misma renaciendo como una sacerdotisa de la Diosa Luna. Gardner le explicó que durante el trance ella regresó a una vida pasada y revivió una antigua iniciación. Seguido fue iniciado Arnold Crowther. Luego de la iniciación, Gerald Gardner les obsequió herramientas para los rituales y joyería, incluyendo un collar de coral para Patricia.
El 8 de noviembre de 1960, Patricia y Arnold Crowther realizaron su ceremonia de "handfasting" (matrimonio) oficiada por Gerald Gardner. La ceremonia se llevó a cabo al desnudo dentro de un círculo de poder donde bailaron, cantaron y saltaron la escoba de acuerdo con la tradición. Al otro día se realizó la ceremonia civil y los Crowther regresaron a Sheffield donde se establecieron. El 11 de octubre de 1961 ambos recibieron el segundo grado de iniciación y el 27 de octubre, Patricia se convirtió en Suma Sacerdotisa, el mismo día de su cumpleaños.
En diciembre de 1961, los Crowther comenzaron a construir su propio coven mientras continuaban aprendiendo sobre brujería con Gardner. Patrcia y su esposo fueron cada vez más populares en los medios generando cada vez más entrevistas y conferencias. Juntos publicaron dos libros, "The Witches Speak" (Los Brujos Hablan) (1965 y 1976) y "The Secrets of Ancient Witchcraft" (Los Secretos de la Antigua Brujería) (1974). Ambos produjeron en 1971 para la BBC Radio Sheffield, "A Spell of Witchcraft" (Un Hechizo de Brujería), la primera serie de radio sobre brujería en el Reino Unido. La pareja introdujo nueva música y poesía a la Wicca y escribieron nuevos ritos.
El 1 de mayo de 1974, muere su esposo Arnold. Patricia continuó trabajando para la Wicca a través de conferencias, apariciones en programas de radio y televisión y aclarando la mucha información errónea que rodea a la Vieja Religión. En 1978 representó a Reino Unido en una conferencia internacional sobre ocultismo llevada a cabo en Barcelona, España. Según Patricia Crowther, "Estoy segura que el paganismo tiene un gran rol que jugar en los siglos venideros". 
Los libros de Patricia Crowther de no-ficción incluyen: "Witchcraft in Yorkshire" (1973), su autobiografía "Witch Blood" (1974), "Lid of the Cauldron" (1981-1985-1989-1992-1998), "The Zodiac Experience" (1992-1995), y "One Witches World" (1998). Patricia también escribió una novela titulada "Witches were for Hanging".